# Central City (Colorado)
Central City é uma cidade localizada no estado americano do Colorado, no Condado de Gilpin.

## Demografia
Segundo o censo americano de 2000, a sua população era de 515 habitantes.
Em 2006, foi estimada uma população de 514, um decréscimo de 1 (-0.2%), e em 2016, com 733 habitantes

## Geografia
De acordo com o United States Census Bureau tem uma área de
4,9 km², dos quais 4,9 km² cobertos por terra e 0,0 km² cobertos por água. Central City localiza-se a aproximadamente 3128 m acima do nível do mar.

## Localidades na vizinhança
O diagrama seguinte representa as localidades num raio de 16 km ao redor de Central City.